# Ихсанова, Лябиба Фаизовна
Лябиба Фаизовна Ихсанова (тат. Ләбибә Фәез кызы Ихсанова; 1923—2010) — татарская детская писательница, переводчица, публицист; заслуженный работник культуры Татарской АССР (1972) и РСФСР (1983).
Автор свыше 30 книг. Член Союза писателей СССР с 1958 года.

## Биография
Родилась 23 августа 1923 года в татарской деревне Нижние Шуни Вятскополянского района Кировской области в семье учителей.
В 1941 году окончила среднюю школу в Кукморском районе Татарской АССР и два года проработала пионервожатой в семиклассной школе своей родной деревни. Одновременно трудилась в местном колхозе помощником бригадира.
В 1943 году Лябиба приехала в Казань и поступила на географический факультет Казанского университета. Уже в студенческие годы она начала писать стихотворения и рассказы. Когда в университете открылось новое отделение татарского языка и литературы, Лябиба Ихсанова посещала их литературный кружок, где встречалась с писателями. Попутно проходит школу первого литературного опыта. На последних курсах обучения создала своё первое объёмное произведение — повесть «Река Серебрянка» («Көмеш елга»).
Окончив в 1948 году университет, не стала работать по специальности, сразу решила заняться литературным творчеством и журналистикой. В 1948—1978 годах, работала в средствах массовой информации и в организациях сферы образования: в Татарском радиокомитете, в отделе детско-юношеской литературы Татарского книжного издательства, в редакциях детского журнала «Пламя» («Ялкын») и журнала «Казанские огни» («Казан утлары»). Являлась членом КПСС с 1945 года.
Одновременно не прекращала заниматься литературным творчеством. Написала повести — «Семь дней под землёй» («Җир астында җиде көн»), «Светлые мечты» («Якты уйлар»), «Нияз» («Нияз»), «Нияз в школе» («Нияз мәктәптә»), «Ива гнётся» («Тал бөгелә»), «В лагере робинзонов» («Робинзоннар лагеренда»), «Ребята из Сары-Алан» («Саралан малайлары»), «Дневник матери» («Ана көндәлеге»), «Искорка» («Очкын»), «Цветы тянутся к солнцу» («Гөлләр кояшка карый»), «Наиль, Фаиль и другие» («Наил, Фаил һәм башкалар»), «Сельская девушка» («Ил кызы»), «Сын милиционера» («Милиционер малае»), «Одуванчик» («Тузганак»); выпустила сборники рассказов «Невысказанная тайна» («Сөйләнмәгән сер») (1962) и «Горный цветок» («Тау чәчәге») (1967).
Наряду с творческой, занималась и общественной деятельностью. Дважды — в 1965 и 1973 годах — избиралась народным депутатом в городской совет города Казани. В 1959—1974 годах была членом правления Союза татарских писателей, участвовала в качестве делегата в съезде писателей СССР и РСФСР.
Является лауреатом литературной премии Союза татарских писателей имени А. Алиша (1996).
Умерла 27 июля 2010 года. Её сестра — Венера Ихсанова (1933—2019), тоже была журналисткой, Заслуженный работник культуры Татарской АССР (1974).
В Центральном государственном архиве историко-политической документации Республики Татарстан имеются материалы, относящиеся к Лябибе Ихсановой.

## Известные адреса
- 1950 — Казань, Муратовский спуск, дом 22, кв. 1.[6]